# وادي عيار
وادي عيار هو وادي يقع شرق محافظة الليث التابعة لمنطقة مكة المكرمة غرب المملكة العربية السعودية و يلتقي مع وادي الليث.

## نبذة تاريخية
عرف الوادي قديما على أنه من أودية قبيلة كنانة و إلى اليوم لا تزال تسكنه فروع من قبيلة كنانة.

## وصلات خارجية
- موقع إمارة منطقة مكة المكرمة